# トロールズ: みんなのハッピー・ホリデー!
『トロールズ: みんなのハッピー・ホリデー!』（原題: Trolls Holiday）は、2017年のアメリカ合衆国のNBCで配信されたクリスマス特別番組。
映画『トロールズ』を原作とし、ドリームワークス・アニメーションが製作した。

## ストーリー
トロールフェスにトロールを食べるというベルゲン・タウンの伝統がなくなるとともに、ベルゲンには祝祭日がなくなった。ポピーは、ベルゲン・タウンから曜日や時間を祝うカードを何枚も受け取り、トロールの祝日をベルゲン・タウンと共有することを決意する。彼女は、スナックパックと、幸せになることに不慣れな友達のブランチに協力してもらい、クラウド・ガイの運転するバスでベルゲン・タウンに向かう。不思議なワームホールを抜け、トロールたちはベルゲン・タウンに到着する。
トロールたちはブリジット王妃とグリッスル王にクリスマスの伝統行事を見せるが、その光景にベルゲンたちは圧倒されてしまう。その光景に業を煮やしたブリジットは、ポピーにその場を離れるように言う。傷心のポピーは、友人たちを追ってベルゲン・タウンから森へ向かう。ポピーはブランチに、ブリジットとの友情を永遠に失ってしまったかもしれないという不安を打ち明けるが、ブランチはポピーの間違ったところを指摘する歌を歌って励まそうとする。一方、ベルゲン・タウンに戻ったブリジットとグリッスルは、トロールたちに辛くあたったことを後悔し始め、ブリジットもポピーがベルゲン・タウンのことを気にかけていることを認める。
ポピーはやがて、ベルゲン夫妻と一緒に祝おうとするあまり、ブリジットが必要としていることに耳を傾けていなかったことに気づく。ポピーとブランチがベルゲン・タウンに戻ると、町中がベルゲン夫妻の作った飾りで飾られていた。ポピーとブリジットはお互いに謝り、ブランチはようやく笑顔を見せ、ポピーとブリジットは大喜びする。ベルゲンたちとトロールたちは、新しい祝日「トロール・ア・ブレイション」をみんなで祝う。

## キャスト
- ポピー: アナ・ケンドリック - 天真爛漫なトロールの女王。楽天家で無鉄砲なところがあるが、ひとたび会ったもの魅了する才能の持ち主。
- ブランチ: ジャスティン・ティンバーレイク - 気難しく、用心深いが心優しい性格のトロール。バイオリンを得意とする。
- ブリジット: ズーイー・デシャネル - トロールと親しくなり、ベルゲン家の女王となった元雑用係。
- グリッスルJr.: クリストファー・ミンツ＝プラッセ - ベルゲンの王。
- ビギー: ジェームズ・コーデン - 大きい体に優しい心を持つトロール。Mr.ディンクルスの飼い主。
- クーパー: ロン・ファンチズ（英語版） - キリンのように長い首と4本足を持つ、風変わりなトロール。
- ガイ・ダイアモンド: クナル・ネイヤー - オートチューニングされた声を持つトロール。全身シルバーのグリッターをまとう目立ちたがり屋。
- サテン&シェニール: アイコナ・ポップ - ファッションの知識に長ける双子のトロールで、2人は髪で繋がっている。サテンは楽天家でおしゃべり、シェニールは穏やかで分別がある性格。
- スミッジ: ウォルト・ドーン（英語版） - 小さい体だが怪力の持ち主のトロール。見た目によらず低い声を持つ。
- ファズバート: ウォルト・ドーン - 髪のほかに足しか見えないトロール。
- クラウド・ガイ: ウォルト・ドーン - 風変わりな擬人化された雲の男性。
- トッド: カーティス・ストーン（英語版） - ベルゲン王室で働く衛兵。
- チャド: マイク・ミッチェル（英語版） - ベルゲン王室で働く衛兵。
- Mr.ディンクルス: ケビン・マイケル・リチャードソン - ビギーのペットで、本作のナレーターを務める。

## 製作

### サウンドトラック
2017年10月27日には、本作から7曲を収録したサウンドトラックがRCAレコードから発売された。
| 全作曲: エリック・ゴールドマン、マイケル・コーコラン。 |                                | | |       |
| #                                                      | タイトル                       | 作詞・作曲                                                                                             | アーティスト | 時間  |
| 1.                                                     | 「Lookin' for a Holiday」      | エリック・ゴールドマン、マイケル・コーコラン                                                           | アナ・ケンドリック、ジェームズ・コーデン、ロン・ファンチェス、アイコナ・ポップ、クナール・ナイヤール                                                                     | 0:50  |
| 2.                                                     | 「Holiday」                    | カーティス・ハドソン、リサ・スティーブンス                                                             | ケンドリック、ジャスティン・ティンバーレイク、ズーイー・デシャネル、コーデン、ファンチェス、アイコナ・ポップ、ナイヤール、クリストファー・ミンツ＝プラッセ、ベルゲンたち | 2:50  |
| 3.                                                     | 「The Holla-Day for You」      | デヴィッド・P・スミス、エリック・ゴールドマン、マイケル・コーコラン、キリアン・グレイ                  | ケンドリック、ティンバーレイク、デシャネルコーデン、ファンチェス、アイコナ・ポップ、ナイヤール、ミンツ＝プラッセ                                                         | 2:10  |
| 4.                                                     | 「Double-Down Speed Round」    | デヴィッド・P・スミス、エリック・ゴールドマン、マイケル・コーコラン、キリアン・グレイ                  | ケンドリック、ティンバーレイク、コーデン、ファンチェス、アイコナ・ポップ、ナイヤール                                                                                     | 2:18  |
| 5.                                                     | 「Love Train」                 | ケニー・ギャンブル、レオン・ハフ                                                                       | ケンドリック、ティンバーレイク、コーデン、ファンチェス、アイコナ・ポップ、ナイヤール、ウォルト・ドールン、コナー・ジャブロノウスキー                                     | 2:21  |
| 6.                                                     | 「Friend Medley」              | アンドリュー・ゴールド、ビル・ウィザース、ジョン・ディーコン、ジャリル・ハッチンス、ローレンス・スミス | ティンバーレイク、森の生き物たち、ベルゲンたち | 2:08  |
| 7.                                                     | 「Trolls Holiday Score Suite」 | | ジェフ・モロー | 5:15  |
| 合計時間:                                              | 合計時間:                      | 合計時間:                                                                                              | 合計時間: | 17:52 |

#### チャート
- ARIAチャート（オーストラリア） - 97位[2]
- Billboard 200（アメリカ合衆国） - 109位[3]
- Billboard（アメリカ合衆国） - 7位[4]

## 封切り
本作は2017年11月24日（ブラックフライデー）にNBCで初放送された。

### 視聴率
本作の初回は536万人が視聴し、18-49歳の視聴者層で1.5を記録した。これは、『グリンチのクリスマス』の578万人に次いで、2番目に視聴された番組である。

### ホームメディア
本作は2017年11月28日にユニバーサル・ピクチャーズ・ホームエンターテイメントからDVDでリリースされ、同社が配給する最初のドリームワークス・アニメーションのDVDリリースとなり、ひいてはユニバーサルが配給する最初のドリームワークス作品となった。12月6日にはNetflixでストリーミング配信された。他のドリームワークスのテレビシリーズ（『Home: Adventures with Tip & Oh』や『スピリット: 自由に駆け抜けて』など）の一部のエピソードがDVDに収録され、『Dawn of the Croods』のエピソードが『スピリット』のエピソードに代わってデジタル配信された。2019年、アメリカで初めてBlu-rayでリリースされ、ドリームワークスの様々なホリデースペシャルや『ガーディアンズ 伝説の勇者たち』も収録された『アルティメット・ホリデー・コレクション』ボックスセットに収録された。その後、スタジオ・ディストリビューション・サービスLLC（ユニバーサル・ピクチャーズ・ホーム・エンターテイメントとワーナー・ブラザース・ホーム・エンターテイメントの合弁会社）により、『トロールズ ホリデー・ハーモニー』と並ぶ2作品ボックスセットとしてBlu-rayとDVDで再発売された。